# NGC 3613
NGC 3613 este o galaxie eliptică situată în constelația Ursa Mare. A fost descoperită în 8 aprilie 1793 de către William Herschel. Se află la o distanță de 30,06 de megaparseci de Pământ.